# Renate Blume
Renate Blume, née le 3 mai 1944 à Bad Wildungen en Hesse, est une actrice est-allemande puis allemande.
Elle a percé en 1964 aux côtés d'Eberhard Esche dans le film est-allemand Le Ciel partagé (1964) de Konrad Wolf. Elle a joué dans plus de 70 productions cinématographiques et télévisuelles. Elle a fait partie du jury du Festival international du film de Moscou 1985.

## Biographie
Renate Blume grandit à Dresde et se destine d'abord à devenir médecin, mais elle préfère finalement étudier à la Académie des arts dramatiques Ernst Busch de Berlin-Schöneweide (de). En 1964, alors qu'elle était encore étudiante, elle joue aux côtés d'Eberhard Esche (de) un rôle principal dans le film est-allemand Le Ciel partagé, qui connut un succès international, d'après le livre du même nom de Christa Wolf. Après avoir obtenu son diplôme en 1965, elle se produit presque exclusivement sur scène en tant que membre du Théâtre national de Dresde jusqu'en 1970. De 1970 à la chute du mur, elle a fait partie de la troupe d'acteurs de la Deutscher Fernsehfunk, la télévision publique de la RDA. Blume a joué dans de nombreux téléfilms, films et séries télévisées, notamment dans des longs métrages comme les westerns Ulzana (de) (1974) et Kit & Co (1974) ainsi dans les films de contes de fées Le Bal des douze princesses (de) (1977), Der Prinz hinter den sieben Meeren (de) (1982) ainsi que Rapunzel oder Der Zauber der Tränen (de) (1988).
À partir de 1990, elle travaille comme professeur d'art dramatique. Depuis 1992, elle a repris des engagements sur les scènes de Berlin, Munich, Düsseldorf, Oybin et d'autres lieux, dans des films et des téléfilms ainsi que dans des séries télévisées. En 2001, elle est montée sur scène avec Alexander Reed, son fils, au festival Störtebeker à Ralswiek sur l'île de Rügen. Depuis 2003, on peut la voir dans plusieurs rôles au Kriminal Theater de Berlin (de).
À partir des années 1990, Blume joue de plus en plus au théâtre : elle est en tournée avec les pièces La Ménagerie de verre de Tennessee Williams et Mort d'un commis voyageur d'Arthur Miller, elle se produit aux Landesbühnen Sachsen dans La Jeune Fille et la Mort et au Theaterkahn Dresden (de), elle joue au Theater am Dom à Cologne, à la Kleinen Komödie am Max II à Munich, au Theater am Kurfürstendamm, au Winterhuder Fährhaus à Hambourg, au Störtebeker Festspiele à Ralswiek sur l'île de Rügen et au Theater an der Kö (de) à Düsseldorf.
Au Kriminal Theater de Berlin, elle a joué sous la direction de Kaspar Eichel (de) dans la pièce policière Mord um Mord de Wolfgang Binder et dans Mörderspiele ainsi que dans L'Inconnu du Nord-Express de Patricia Highsmith (mise en scène : Wolfgang Rumpf). En 2009, elle a tenu l'un des deux rôles principaux dans la comédie policière Arsenic et Vieilles Dentelles de Joseph Kesselring, aux côtés de Vera Müller.
De 2005 à 2008, Renate Blume a fait partie de la distribution de la série télévisée de la ZDF Fünf Sterne pendant 24 épisodes. En 2011, elle a joué avec Wolfgang Winkler dans La Visite de la vieille dame de Friedrich Dürrenmatt au sein de l'ensemble d'acteurs Klassik am Meer.

### Vie privée
Blume vit à Berlin. De 1969 à 1974, elle a été mariée au réalisateur Frank Beyer. De 1974 à 1976, elle a vécu avec l'acteur Gojko Mitić. De 1981 à la mort de ce dernier en 1986, Blume a été mariée à l'acteur et chanteur américain Dean Reed, qui s'était installé en RDA. Le fils commun de Blume et Beyer, Alexander, a été adopté par Dean Reed.

## Filmographie
- 1964 : Le Ciel partagé (Der geteilte Himmel), de Konrad Wolf
- 1967 : Et l'Angleterre sera détruite (Die gefrorenen Blitze) de János Veiczi
- 1972 : Die Bilder des Zeugen Schattmann (de) (téléfilm)
- 1973 : Die sieben Affären der Doña Juanita (de) (téléfilm en quatre parties)
- 1974 : Ulzana (de) de Gottfried Kolditz
- 1974 : Kit & Co de Konrad Petzold
- 1974 : Der Leutnant vom Schwanenkietz (de) (téléfilm)
- 1977 : Le Bal des douze princesses (de) (Die zertanzten Schuhe) d'Ursula Schmenger (de)
- 1977 : Ernst Schneller (de) de Rudi Kurz (de)
- 1977 : Zweite Liebe – ehrenamtlich (de) (téléfilm)
- 1978 : Polizeiruf 110: In Maske und Kostüm (de) (épisode de série)
- 1978 : Ein Zimmer mit Ausblick (de) (série télévisée)
- 1979 : Ich – dann eine Weile nichts (téléfilm)
- 1979 : Das Ding im Schloß
- 1980 : Archiv des Todes (de) (série télévisée)
- 1980 : Die Heimkehr des Joachim Ott (de) (téléfilm)
- 1981 : Polizeiruf 110: Alptraum (de)
- 1981 : Kippenberg (de) (téléfilm)
- 1981 : Polizeiruf 110: Trüffeljagd (de)
- 1981 : Karl Marx – die jungen Jahre (téléfilm)
- 1982 : Der Prinz hinter den sieben Meeren (de)
- 1982 : Benno macht Geschichten (de) (téléfilm)
- 1983 : Martin Luther (téléfilm)
- 1983 : Die lieben Luder (de) (téléfilm)
- 1984 : Front ohne Gnade (de) (série télévisée)
- 1986 : Der Staatsanwalt hat das Wort (de): Feine Fäden (téléfilm)
- 1988 : Barfuß ins Bett (de) (série télévisée)
- 1988 : Rapunzel oder Der Zauber der Tränen (de) d'Ursula Schmenger (de) (téléfilm)
- 1989 : Polizeiruf 110: Variante Tramper (de)
- 1989 : Die gläserne Fackel (de) (téléfilm)
- 1990 : Polizeiruf 110: Tod durch elektrischen Strom (de)
- 1990 : Albert Einstein (de) (téléfilm en deux parties)
- 1991 : Polizeiruf 110: Zerstörte Hoffnung (de)
- 1992 : Tatort: Tod aus der Vergangenheit (de) (épisode de série)
- 1992 : Happy Holiday (de) (série télévisée)
- 1992 : Ein besonderes Paar (de) (téléfilm)
- 1993 : Nur eine kleine Affäre (téléfilm)
- 1994 : Die Fallers – Eine Schwarzwaldfamilie (de) (série télévisée)
- 1998 : Eine Lüge zuviel (téléfilm)
- 1998 : Polizeiruf 110: Todsicher (de)
- 2005–2008 : Fünf Sterne (série télévisée)
- 2007 : Tatort: Die Falle (de)
- 2008–2009 : Schloss Einstein (série télévisée)
- 2009 : Wohin mit Vater? (de) (téléfilm)
- 2011 : Lindburgs Fall (de) (téléfilm)